# Bơi nghệ thuật tại Đại hội Thể thao châu Á 2002 – Đơn Nữ
Nội dung biểu diễn đơn nữ bộ môn bơi nghệ thuật tại Đại hội Thể thao châu Á 2002 ở Busan được tổ chức vào ngày 30 tháng 9 và ngày 1 tháng 10 tại Bể bơi Sajik.

## Lịch thi đấu
Tất cả các giờ đều là Giờ chuẩn Hàn Quốc (UTC+09:00)
| Ngày                         | Giờ   | Nội dung          |
| ---------------------------- | ----- | ----------------- |
| Thứ Hai, 30 tháng 9 năm 2002 | 13:00 | Technical routine |
| Thứ Ba, 1 tháng 10 năm 2002  | 15:00 | Free routine      |

## Kết quả
| Thứ hạng | Vận động viên          | Technical (50%) | Free (50%) | Tổng cộng |
| -------- | ---------------------- | --------------- | ---------- | --------- |
| 1        | Miya Tachibana (JPN)   | 48.667          | 49.000     | 97.667    |
| 2        | Jang Yoon-kyeong (KOR) | 47.000          | 47.750     | 94.750    |
| 3        | Li Zhen (CHN)          | 46.834          | 47.417     | 94.251    |
| 4        | Aliya Karimova (KAZ)   | 43.833          | 44.583     | 88.416    |
| 5        | Darya Mojaeva (UZB)    | 42.667          | 42.667     | 85.334    |
| 6        | Wong Wai Kei (MAC)     | 38.917          | 40.417     | 79.334    |